# 베익코 벤나모

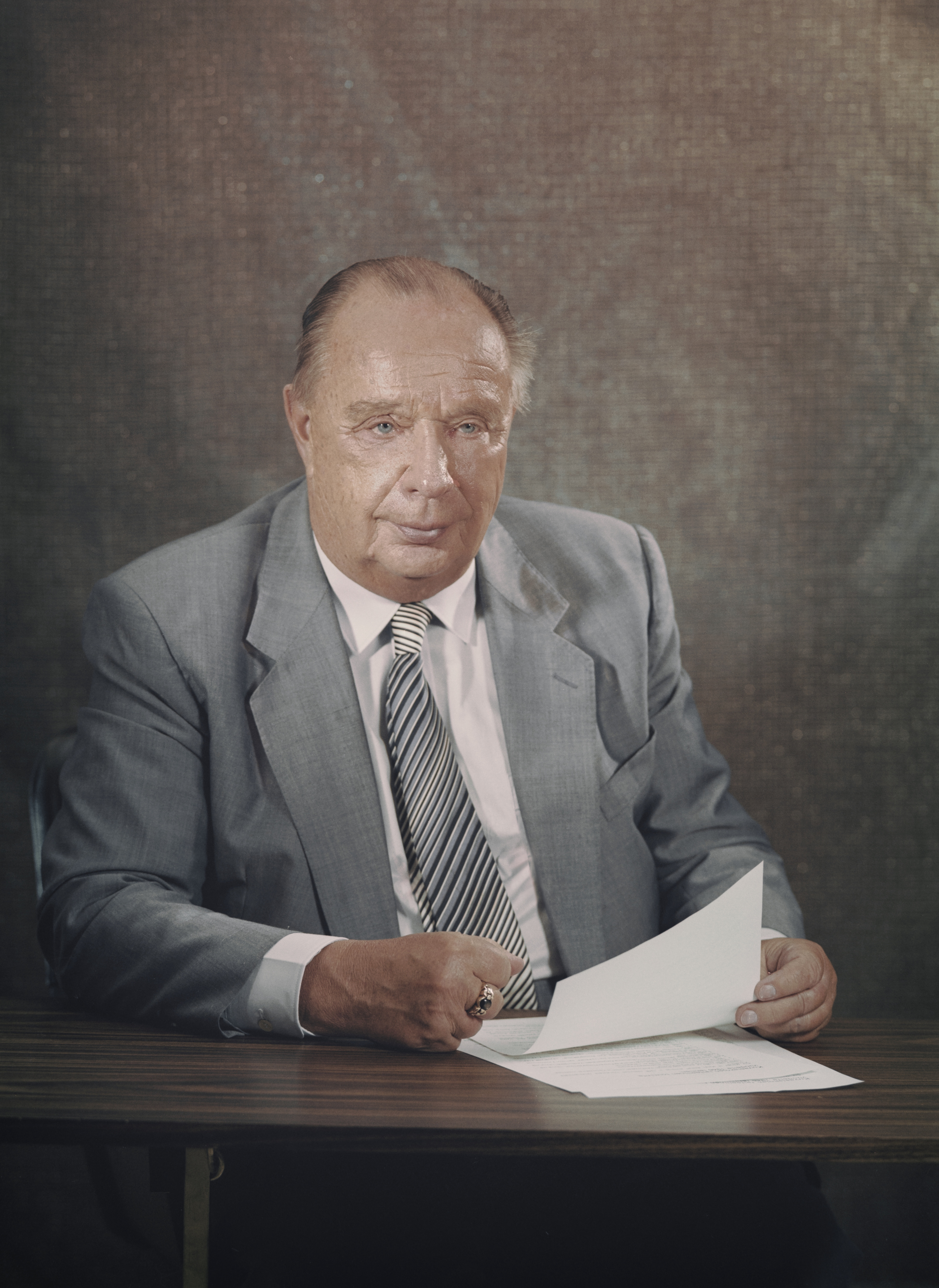

베익코 에밀 알렉산데르 벤나모(핀란드어: Veikko Emil Aleksander Vennamo: 1913년 6월 11일 - 1007년 6월 12일)는 핀란드의 정치인이다. 벤나모주의라는 포퓰리즘 운동의 사상적 지도자였다. 농업동맹에서 한 정파를 이끌다가 정적인 우르호 케코넨이 대통령이 되자 탈당하고 1959년 핀란드 농촌당(핀인당의 전신)을 창당하고 당주석을 지냈다.
벤나모는 농무부 정착사무국 국장(1944년-1959년), 제2재무장관(1956년-1956년), 관세이사회 회계재무국장(1960년-1980년) 등 여러 공직을 역임했다. 또한 1968년, 1978년, 1982년 세 차례 농촌당의 대통령 후보로 출마했다. 1945년-1962년, 1966년-1987년 의회의원을 역임한 10선의원이었으며, 대부분의 경우 선거구는 쿠오피오 선거구였다.

## 역대 선거 결과
| 선거명      | 직책명          | 대수 | 정당          | 득표율 | 득표수 | 결과 | 당락 |
| ----------- | --------------- | ---- | ------------- | ------ | ------ | ---- | ---- |
| 1968년 선거 | 핀란드의 대통령 | 8대  | 핀란드 농촌당 | 11.00% | 33표   | 3위  | 낙선 |
| 1978년 선거 | 핀란드의 대통령 | 8대  | 핀란드 농촌당 | 3.33%  | 10표   | 3위  | 낙선 |
| 1982년 선거 | 핀란드의 대통령 | 9대  | 핀란드 농촌당 | 0.33%  | 1표    | 7위  | 낙선 |

## 같이 보기
- 핀란드의 정치